# Gonodes obliqua
Gonodes obliqua är en fjärilsart som beskrevs av Druce 1909. Gonodes obliqua ingår i släktet Gonodes och familjen nattflyn. Inga underarter finns listade i Catalogue of Life.